# Vasîlenkî, Kremenciuk
Vasîlenkî (în ucraineană Василенки) este un sat în comuna Bondari din raionul Kremenciuk, regiunea Poltava, Ucraina.

## Demografie
Componența lingvistică a localității Vasîlenkî
     Ucraineană (94,32%)
     Rusă (4,55%)
     Belarusă (1,14%)
Conform recensământului din 2001, majoritatea populației localității Vasîlenkî era vorbitoare de ucraineană (94,32%), existând în minoritate și vorbitori de rusă (4,55%) și belarusă (1,14%).